# 혼 코르타하레나
혼 코르타하레나(Jon Kortajarena, 1985년 5월 19일 ~ )는 스페인의 남자 모델이다.